# Skellefteå Motorsällskap
Skellefteå Motorsällskap (Skellefteå MS eller SMS) är en motorklubb i Skellefteå som startades 1922. 
Föreningen tillhör Riksidrottsförbundet, SBF, SVEMO och Önbf.
År 2014 hade klubben verksamhet i rallycross, folkrace, dragracing, motocross, skoter, karting och radiostyrd bilsport. Skellefteå Motorsällskap tilldelades SVEMO:s miljöpris 2014. Klubben håller till vid tre anläggningar och har ett kansli där det anordnas utbildningar, motorträffar, och även körs radiostyrda elbilar på vintern.
- Motorstadion Klutmarksbanan har rallycross-, folkrace- och crosskartingbana samt även en motocross- och skotercrossbana. År 2014 kördes den första dritingtävlingen på Klutmarksbanan.
- Kartingbana Skellefteå Karting Arena i Furunäs är en kartingbana som även har kartinguthyrning. Kartingbanan har en helt ny beläggning och hela anläggningen har anpassats för rörelsehindrade för att öka tillgängligheten för alla. En ny servicebyggnad byggdes under 2012.
- Miniracinganläggning som innehåller en buggybana och en asfaltbana som asfalterades sommaren 2009. Miniracing (RB) kan man utöva oavsett ålder.

Skellefteå Motorsällskap har 1 260  medlemmar (2011) och har många tävlingsarrangemang varje år, till exempel dragracing-SM, crosskart-SM, back-SM (snöskoter) och en hel del rallycross- och folkracetävlingar på Klutmarksbanan. Dragracingen körs på SDC Skellefteå Drive Center i Fällfors och har ett samarbete med SDC för att främja bilsporten i Skellefteå kommun. Skellefteå Motorsällskap tillhör Övre Norra Bilsportsförbund, Svemo, Svenska Bilsportsförbundet och Riksidrottsförbundet. Målsättningen är att utveckla motorsporten och fylla en social funktion inom idrotten och föreningslivet i Skellefteå kommun.
Norrlandsveckan i rallycross är den största rallycrosshändelsen i Norrland. Norrlandsveckan är ett samarrangemang med Kalix MK, Piteå MS och Skellefteå Motorsällskap. Detta ger tre stora rallycrosstävlingar i norra Norrland under en vecka. År 2016 var sjätte året med detta samarbete mellan motorklubbarna i Norrland och det har visat sig vara en stor succé. 
Den 18 mars 2014 arrangerade Skellefteå Motorsällskap VM i skotercross (Snowcross World Championship) och det var första gången som damer körde World Cup i samband med skoter-VM. Arrangemanget TV-sändes i ett flertal länder, bland andra i USA, Kanada och Portugal. Tävlingen arrangerades i centrala delen av Skellefteå (Vitberget) och var ett av de största arrangemangen i Skellefteå Motorsällskaps historia.  
Skellefteå Motorfestival är ett samarbete mellan SMS och Nordens största motortidningsförlag FABAS (som ger ut bland annat tidningarna Bilsport, Rally & Racing, Trailer, Nostalgia, Allt om MC). Arrangemanget är en motorutställning där alla är välkommen oavsett fordon. 2104 arrangerades Skellefteå Motorfestival för första gången och det är Skellefteås största motorutställning.  